# Keresztelő Szent János-plébániatemplom (Szentendre)
A Keresztelő Szent János-plébániatemplom, vagy más néven vártemplom egy Keresztelő Szent Jánosnak ajánlott római katolikus templom Pest vármegyében, Szentendrén. A város legrégebbi temploma, eredetileg Szent Andrásnak szentelték, így egyben a város névadója is. Előfordul egy köztes forrásban az Andrásnak és Jánosnak szentelt templom megnevezés is. Ez a város legrégebbi, 1717-es harangjának felirata (SS Andreas et Johannes ora pro nobis...)

## Története
Szentendre már 1002-ben a veszprémi püspökséghez tartozott és a 13. század első éveiben főesperesi székhellyé is vált. 
A szentendrei Várdomb tetején álló épület a város legrégebbi épülete. Az 1950-es közepén folyt régészeti feltárás során megállapították, hogy a templom négy nagyobb szakaszban nyerte el mai formáját.
1241 és 1283 között épült a hosszhajó a szentéllyel és a sekrestyével. Miután 1283-ban a visegrádi ispán feldúlta a települést, a templomot is lerombolták. Az eredeti állapota a nagybörzsönyi Szent István-templomhoz lehetett hasonló.
A 14. században építették újjá gótikus stílusban, ekkor készült a torony és kapta mai alaprajzát a templom. A jelenleg is látható szentély a nyolcszög három oldalával záródik. Az épület déli oldalán két bejárat helyezkedik el, egy a torony alatt és egy a hajó felénél. A déli oldalon középkori freskónyomok láthatók. A gótikus stílusáról tanúskodnak a falakat kísérő támpillérek és az ablakok és kapuk kőkeretei. A török időkben idemenekülő római katolikus dalmátok által használt templom elromosodott és csak a 17. században újították fel.
1710-ben a Zichy család támogatásával kezdődött meg újabb átépítése és bővítése már barokk stílusban. Fehérre vakolták a falait és az ablakok körül vörös sávokat festettek.
Az utolsó jelentős átépítés 1742 és 1751 között történt és ekkor nyerte el a templom a mai formáját. A 28,91 méter magas torony eredetileg díszes, süvegét, amely 1818-ban ledőlt, a jelenlegi egyszerű, sátortetős fedéssel pótolták. A 18. századi eredetű óráját 1970-ben elektromos szerkezettel látták el. A torony alatti támpilléren egyedülálló csillagászattörténeti jelentőségű napóra látható, melyet egyetlen kőből faragtak ki az 1300-as években. 1870-ben és 1871-ben a belső padlózatot mélyítették ki, hogy a szentély egy lépcsővel magasabban legyen. A kórusfeljáró lépcsőháza 1891-ben épült. A szentendrei háttér elé festett bibliai jeleneteket ábrázoló belső freskókat szentendrei festők készítették 1933-1938 között. Az épület 1957 óta műemlék (ekkor váltak láthatóvá a templom középkori részei), de teljes felújítására csak az 1990-es években került sor.

## Külső hivatkozások
- Szentendre honlapja